# Gräne
Gräne este o arie protejată (arie specială de conservare — SAC, sit de importanță comunitară — SCI) din Suedia întinsă pe o suprafață de 39,1 ha, integral pe uscat.

## Localizare
Centrul sitului Gräne este situat la coordonatele 57°47′46″N 18°35′19″E / 57.796°N 18.5885°E.

## Înființare
Situl Gräne a fost declarat sit de importanță comunitară în ianuarie 2002 pentru a proteja un număr necunoscut de specii din flora spontană și fauna sălbatică aflate în arealul zonei. Situl a fost protejat și ca arie specială de conservare în martie 2011.

## Biodiversitate
Situată în ecoregiunea boreală, aria protejată conține 6 habitate naturale: Taiga vestică, Pajiști cu Molinia pe soluri calcaroase, turboase sau argilos-nămoloase (Molinion caeruleae), Alvar nordic și șisturi calcaroase precambriene, Izvoare petrifiante cu formare de travertin (Cratoneurion), Pășuni din zone de pădure fino-scandinave, Mlaștini alcaline.
La baza desemnării sitului se află un număr nedeclarat de specii protejate.